# Bratři Vicherové
Bratři Josef (1. července 1935 – 29. listopadu 2013) a Luděk (31. července 1932 – 16. září 2010) Vicherové byli konstruktéři a závodníci značky závodních motocyklů BV pocházející z Kostelce nad Černými lesy.

## Závodní začátky
Jejich snahy začaly v roce 1957 u nich doma na dvoře, kdy začali upravovat běžné motocykly ČZ 125 do závodní podoby. Mladší Josef závodil a přicházel s poznatky a připomínkami, zatímco Luděk konstruoval a kreslil. S každou úpravou motoru, podvozku a dalších částí přibývaly i nové zkušenosti. Logicky se tedy objevila myšlenka postavit svůj vlastní závodní motocykl.

## Vlastní motocykly
Realizace myšlenky vlastního motocyklu byla ale obtížná, zejména zajišťování některých komponentů a materiálu. Z toho důvodu raději spoléhali na vlastní síly a zkušenosti a začali si tak všechny potřebné díly vyrábět zcela sami. Vyrábělo se doma v dílně, přičemž náročnější části potom tajně za pomoci přátel v pražské ČKD ve Vysočanech. Dva roky tak vyráběli makety, formy, odlitky, písty, ojnice, převodovku, spojku, vidlice, brýle, řídítka, tlumiče, bubnové brzdy, rám z kruhových ocelových trubek a laminátovou kapotu s nádrží.
V neděli 11. června 1967 se tak v Ústí nad Orlicí postavil na start závodu mistrovství republiky první motocykl značky BV – modrý BV 125. V tomto premiérovém závodě dojel Josef Vichera se strojem na 14. místě.
První stopětadvacítka měla vzduchem chlazený jednoválcový motor a šestistupňovou převodovku. O tři roky později v roce 1970 motocykl inovovali. Druhá generace BV 125 měla modernizovaný systém chlazení, kdy se přešlo ze vzduchu na kapalinu. Zároveň měla nová kola, odpružení zadní vidlice a nový tvar plastové kapoty. Barva stroje byla opět modrá.
V tomtéž čase dokázali postavit i jeden exemplář silnější jednoválcové dvěstěpadesátky, která byla jako jediná motorka z černokostelecké produkce vyvedená v červeném nástřiku. S tou ale Josef příliš nejezdil.
V sedmdesátých letech se bratři pustili i do stavby dvouválcové stopětadvacítky. Té namontovali dokonce karburátory vlastní výroby. Kvůli změně technických pravidel a návratu k jednoválcové konstrukci ale nakonec absolvovala jen několik málo jízd.

## Pomník
V listopadu 2020 byl v Kostelci odhalen pomník bratrů Vicherových. Dřevěná vyřezávaná socha se nachází v Tyršově ulici, kde oba bratři žili.

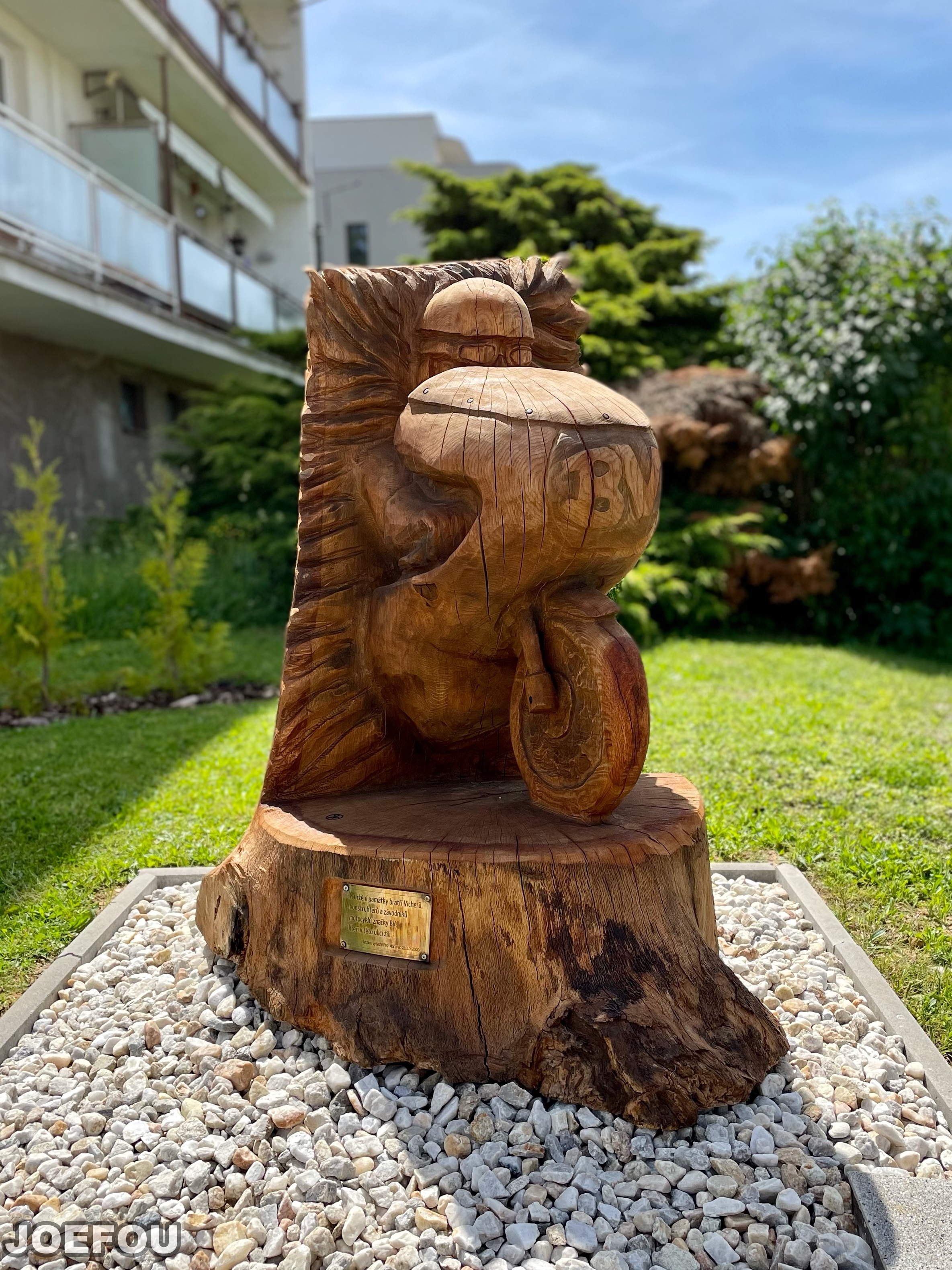
Pomník bratrů Vicherů v Tyršově ulici v Kostelci nad Černými lesy